# Senecio planiflorus
Senecio planiflorus là một loài thực vật có hoa trong họ Cúc. Loài này được Kunze ex Cabrera miêu tả khoa học đầu tiên năm 1949.